# Цркве Псковске архитектонске школе
Цркве Псковске архитектонске школе (рус. Храмы псковской архитектурной школы) је Унескова светска баштина. Унеско ју је уврстио у баштине 2019. године. Локалитет обухвата десет цркава или манастира и сродних зграда широм града Пскова у Руској Федерацији. Ове цркве представљају рад Псковске школе која је црпила из византијске и новгородске традиције, спојила их са локалном народном традицијом, а архитектуру је прилагодила коришћењу локалних ресурса. Цркве датирају од 12. до раног 17. века, са врхунцем овог стила у 15. и 16. веку. Псковске архитекте су радиле на споменицима у неколико руских градова, укључујући Москву, Казањ и Свијажск.

## Списак[3][4]
| №        | Слика | Име                                                                           | Датум изградње |
| -------- | ----- | ----------------------------------------------------------------------------- | -------------- |
| 1523-001 |       | Катедрала Рођења Јована Крститеља (Псков)                                     | XIII век       |
| 1523-002 |       | Део Спасо-Мирошки манастир: Мирошки манастир                                  | XII век        |
| 1523-003 |       | Црква Арханђела Михајла из Городца (Псков)Црква Арханђела Михајла са звоником | XIV век        |
| 1523-004 |       | Црква Покрова са Пролома                                                      | XV—XVI века    |
| 1523-005 |       | Црква Козме и Дамјана из Примоста, остаци звоника, капија и ограда            | XV—XVII века   |
| 1523-006 |       | Црква Светог Ђорђа из Взвоза                                                  | XV век         |
| 1523-007 |       | Црква Богојављења са звоником                                                 | XV век         |
| 1523-008 |       | Црква Св. Николе Усохског                                                     | XVI век        |
| 1523-009 |       | Црква Светог Василија на брду                                                 | XV век         |
| 1523-010 |       | Снетогорски Манастир: Катедрала Рођења Пресвете Богородице                    | XIV—XVI века   |